# میخایل استردرادسکی
میخایل استردرادسکی (روسی: Михаил Васильевич Остроградский؛ زاده ۲۴ سپتامبر ۱۸۰۱ درگذشته ۱ ژانویهٔ ۱۸۶۲) یک دانشمند اهل روسیه بود.